# Messerschmitt P.1112
Messerschmitt P.1112 – niemiecki projekt myśliwca odrzutowego powstały w 1945 roku. Koniec wojny uniemożliwił dokończenie budowy prototypu. Zdobyte plany samolotu miały wpływ na rozwój lotnictwa Marynarki Wojennej USA. P.1112 jako jeden z nielicznych samolotów posiadał usterzenie motylkowe.

## Historia
Kiedy Willy Messerschmitt musiał przerwać prace nad samolotem Messerschmitt P.1111, postanowił skonstruować myśliwiec P.1112. Prace rozpoczęły się 25 lutego 1945 roku. Do końca wojny udało się stworzyć część makiety samolotu, jednak kiedy rozpoczęto budowę prototypu w kwietniu 1945 roku, budynek, w którym budowano prototyp został zajęty przez wojska amerykańskie. P.1112 był myśliwcem, który mógłby skutecznie zagrozić amerykańskim bombowcom.

## Konstrukcja
Samolot miał zostać wyposażony w fotel wyrzucany. Pilot siedział w pozycji pół-leżącej. Skrzydła miały skos 45°, a usterzenie był w kształcie motyla.